# Petrus en Pauluskerk (Prochorovka)
De Kerk van de Heilige Apostelen Petrus en Paulus (Russisch: Церковь Петра и Павла в Прохоровке) is een Russisch orthodoxe kerk in het Russische stadje Prochorovka in de regio Belgorod. De kerk behoort tot het bisdom Belgorod-Stary Oskol.

## Algemeen
De kerk werd gebouwd van maart 1994 tot april 1995 ter gelegenheid van de 50-jarige viering van de overwinning van Rusland in de Grote Patriottische Oorlog (1941-1945) en als monument ter nagedachtenis van de gevallenen in de Slag bij Prochorovska, een van de grootste tankslagen van de Tweede Wereldoorlog. In de kerk bevinden zich de namen van 7000 soldaten op marmeren platen die tijdens deze slag het leven lieten.
In de onmiddellijke nabijheid van de Petrus en Pauluskerk bevinden zich de Kerk van de Heilige Nicolaas, een tehuis voor veteranen, een 15 meter hoog monument dat symbool staat voor de eenheid van de drie Slavische broedervolken (Wit-Rusland, Oekraïne en Rusland) en enkele kleine monumenten.